# عبد الرحمن الغازيبوري
عبد الرحمن الغازيبوري (1281 - 1334 هـ / 1864 - 1915 م) هو كاتب وشاعر، من أهل بنغلاديش.
هو عبد الرحمن بن جهجو الغازيبوري. مولده ووفاته في غازيبور.

## آثاره
من آثاره: «الإسعاف حاشية الإنصاف» ، و «تسهيل المتأمل» ، و «شرح التهذيب» ، و «عمدة المقاصد».